# Fayard Nicholas

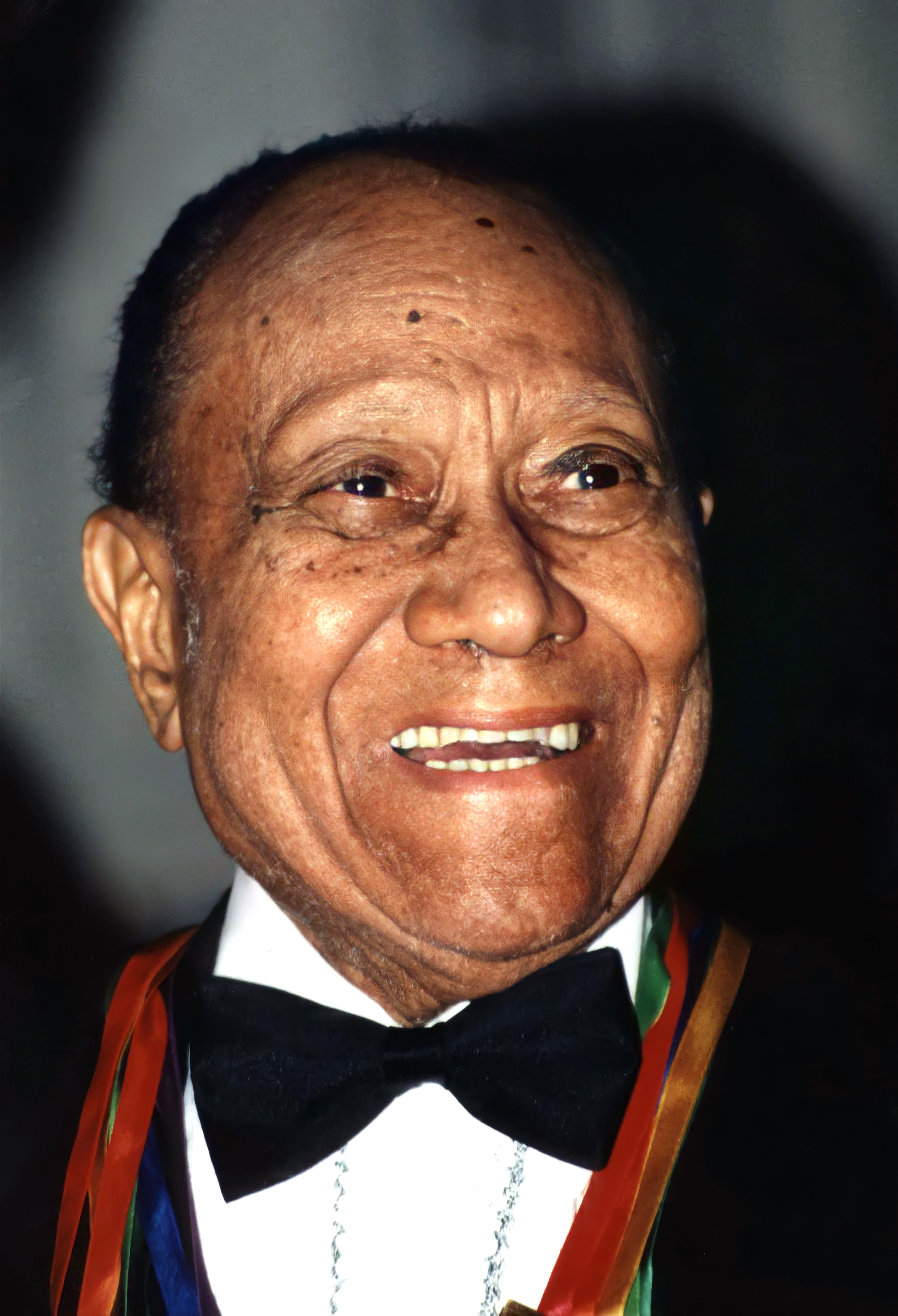
Fayard Nicholas im Ornat eines Kennedy-Preisträgers (2000)

Fayard Antonio Nicholas (* 20. Oktober 1914 in Mobile, Alabama; † 24. Januar 2006 in Los Angeles, Kalifornien) war ein US-amerikanischer Tänzer, Sänger und Schauspieler.
Fayard Nicholas war zusammen mit seinem Bruder Harold Nicholas als die Nicholas Brothers bekannt. Zwischen 1932 und 2005 trat er – zum Teil von langen Pausen unterbrochen – in einigen Filmen auf, darunter 1948 im Gene-Kelly-Film Der Pirat. 1955 hatte er im Erik-Ode-Film Musik im Blut einen Auftritt in einem deutschen Film. Seit 1965 war er ein Mitglied der Bahai-Gemeinde.
1989 bekam Nicholas zusammen mit Cholly Atkins, Henry LeTang und Frankie Manning den Tony Award als bester Choreograf für das Musical Black and Blue. Auf dem Hollywood Walk of Fame haben The Nicholas Brothers einen eigenen Stern. 1991 wurde ihm der Kennedy-Preis verliehen.